# Patrice Gélinet
Patrice Gélinet, né le 27 mars 1946 à Saint-Jean-de-Luz, est un homme de radio français.
Il est directeur de France Culture de 1997 à 1999 et membre du CSA de 2011 à 2017.

## Biographie

### Origines, jeunesse et formation
Le père de Patrice Gélinet est André Gélinet, un vice-amiral d'escadre qui s'est distingué notamment lors de la Seconde Guerre mondiale en août 1944, dans le régiment blindé de fusiliers-marins de la Division Leclerc.
Il suit les différentes affectations de son père, notamment à Hải Phòng lors de la guerre d'Indochine ou à Alger pendant la guerre d'Algérie.
Après des études au lycée Carnot (philo 1964), il s'inscrit en 1965 à Sciences Po, puis rejoint la faculté de Nanterre.
Jeune, antimaoïste et anticommuniste, il milite aux côtés d'Alain Madelin et de Gérard Longuet dans le mouvement d'extrême droite Occident. À la fin des années 1960, il a appartenu au mouvement Action nationaliste. En 1971 , aux élections municipales, il fut candidat du mouvement Ordre Nouveau puis créa sa propre formation, plus radicale qu'Ordre Nouveau.
En janvier 2010, il commente son engagement passé à Occident dans la revue Stratégies : « Une connerie de jeunesse, comme d'autres ont été gauchistes. C'était il y a plus de quarante ans, c'est-à-dire plus de temps que celui qui sépare l'élection de Mitterrand en 1981 de sa francisque. Je ne renie pas le passé, mais je n'en suis pas particulièrement fier ».

### Parcours
Ancien professeur d'histoire, Patrice Gélinet est passé par les colonnes du Figaro avant d'entamer sa carrière à la radio dans une émission à France Culture en 1984. 
En septembre 1996, il crée sur France Inter l'émission historique Les Jours du siècle.
De 1997 à 1999, Patrice Gélinet exerce les fonctions de directeur de France Culture. Il laisse alors la présentation des Jours du siècle à Ladislas de Hoyos. Son mandat à France Culture terminé, remplacé par Laure Adler, il revient sur France Inter avec l'émission Deux mille ans d'histoire, qui reprend le principe des Jours du siècle. Cette émission a permis de traiter de nombreux thèmes et personnages historiques de toutes les époques et était la plus podcastée sur France Inter. Patrice Gélinet l'a présentée jusqu'au 21 janvier 2011.
Il est alors nommé par Bernard Accoyer, président de l'Assemblée nationale, membre du Conseil supérieur de l'audiovisuel le 21 janvier 2011, pour une durée de 6 ans, ce qui lui interdit toute activité professionnelle. Il exerce la fonction de conseiller chargé du respect de la langue française dans les médias. Pour cela, il s’est rapproché de l’Académie française, du gouvernement (par le biais de la délégation générale à la langue française et aux langues de France), des associations et des professionnels des médias. Le 16 mars 2015, en tant que membre du CSA, sûr de ses lectures et de sa culture littéraire, il affirme sur les ondes de D8 (ancien nom de C8)  : « Je me demande dans quelle mesure Cyril Hanouna ne parle pas, en employant un langage populaire, la langue de Villon, la langue de Rabelais, la langue plus récemment de Frédéric Dard », concluant par « Il apporte beaucoup à la langue française ».

### Distinction
- Janvier 2010 :  Officier de l'ordre des Arts et des Lettres[9]

## Carrière

### À la radio
Il fut l'animateur-producteur des émissions à France Culture :
- L'Histoire en direct,
- Le Grand Débat ;

et sur France Inter :
- Les Jours du siècle, de 1996 à 1997
- Deux mille ans d'histoire, de 1999 à 2011

Ses archives sont conservées et consultables aux Archives nationales : Les jours du siècle, Deux mille ans d'histoire, L'Histoire en direct, Le Grand Débat.

## Publications
- avec Anthony Kemp, 6 juin 1944 : Le débarquement en Normandie – Les Français du 6 juin, Gallimard et France-Culture, 1994, coll. « Découvertes Gallimard (Livre-CD) » (édition spéciale sans numéro)
- Mille Ans d'histoire au jour le jour, Archipel, 2006
- Deux Mille Ans d'histoire en 365 jours, Archipel, 2007
- Deux Mille Ans d'histoire gourmande, Perrin, 2008
- Indochine 1945-1954. Chronique d'une guerre oubliée, Acropole, 2014
- La délivrance de Paris du 19 août au 26 août 1944, Arthaud, 2014 avec les photos de Jules Dortes (1898-1959) photographe humaniste.

### Récompense
- Prix Vauban pour Le Grand Débat et l'ensemble de son œuvre.